# Cirksena
La casata dei Cirksena è una nobile famiglia originaria della Frisia orientale i cui antenati provengono dalla regione della città portuale di Greetsiel.

Immagine raffigurante lo stemma della casata dei Cirksena

## Le origini
Le sue origini sembrano risalire al XIII secolo e partono da un prominente cittadino di Norden, di nome Cirk, suo figlio, Edoardo Cirksena si unì nel 1269 alla ottava crociata di Luigi IX di Francia e, nonostante non ricevesse l'investitura di cavaliere, fu insignito come ricompensa del suo valore dell'onore di indossare un giglio dorato sul proprio cimiero. Al suo ritorno dalla Terrasanta divenne dignitario (in tedesco Häuptling) della città di Greetsiel, guadagnandosi così il suo rango all'interno della nobiltà frisia. Questa onorificenza fu ereditata da padre in figlio fino a quando, nel 1453, Ulrich Cirksena non venne eletto signore della Frisia orientale dall'assemblea degli Stati generali e l'anno successivo venne nominato conte del Sacro romano impero dal sovrano Federico III. La genealogia ufficiale della dinastia fa partire da questo personaggio l'origine esatta della casata dei Cirksena, e con la nascita della contea della Frisia orientale nel 1464.
Il rappresentante più importante di questa casata fu senza dubbio Edzardi I detto il Grande, figlio di Ulrich, sotto la cui sovranità la Contea della Frisia orientale raggiunse la sua massima espansione territoriale, grazie alla protezione data alla città e al territorio di Groningen, contro la signoria di Giorgio il Barbuto duca di Sassonia, inviso alla città. Edzardi I fu un importante fautore della diffusione della riforma protestante nel territorio della Frisia orientale. Nel 1654 i Cirksena vennero elevati al rango di principi, ma il ramo maschile della famiglia si estinse nel 1744 con l'ultimo principe di questa casata, Carlo Edzardo, alla morte del quale il Principato della Frisia orientale venne annesso nei possedimenti territoriali di Federico II di Prussia.

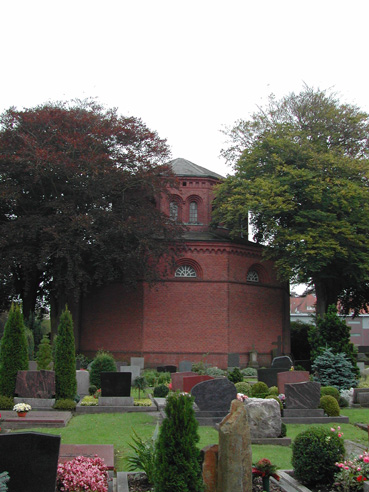
Foto del mausoleo dei Cirksena ancora conservato nella cittadina di Aurich in Bassa Sassonia.

## Lo stemma
Lo stemma della casata raffigura una arpia dorata e incoronata in campo nero. Lo stemma dei Cirksena è presente in numerosi esempi di araldica delle città della Frisia orientale. Esso è ad esempio presente nello stemma della Frisia orientale adottato nel 1625 dal conte Rudolf Christian ed è ancora presente nell'attuale emblema della regione, ora facente parte del Bundesländer tedesco della Bassa Sassonia.
Anche lo stemma della città di Emden presenta nella sua metà superiore lo stemma dei Cirksena, così come nello stemma della città olandese di Delfzijl, quest'ultimo fatto ricorda l'estensione territoriale della Contea della Frisia orientale nella regione di Groninga per opera di Edzardo I.

## Signori e conti della Frisa orientale
- Syert -1255
- Idzerd 1255-1312
- Edzard 1312-1441
- Enno Edzardzna 1441-50
- Ulrico I 1450-1466, conte
- Enno I 1466-1491
- Edzardo I 1491-1528
- Enno II 1532-1540
- Edzardo II 1540-1599
- Enno III 1599-1625
- Rodolfo Cristiano 1625-1628
- Ulrico II 1628-1648
- Enno Luigi 1648-1654

## Principi della Frisia orientale
- Enno Luigi 1654-60
- Giorgio Cristiano 1660-1665
- Ezardo Ferdinando 1665-1668
- Cristiano Eberardo della Frisia orientale 1668-1708
- Giorgio Alberto 1708-1734
- Carlo Edzardo 1734-1744.

## Conti di Rietberg
- Edzardo III 1599-1625
- Ernst Christoph 1625-1640
- Giovanni II 1640-1660
- Friedrich Wilhelm 1660-1677
- Ferdinand Maximilian 1677-1687
- Franz Adolph Wilhelm 1677-1688
- Maria Ernestine Franziska 1690-1758
- Maximilian von Kaunitz.